# الفرذخ (معان)
الفرذخ منطقة سكنية تقع في لواء قصبة معان، محافظة معان في الأردن. تنتمي المنطقة لقضاء ايل الذي يضم 8 مناطق. يقدر عدد سكانها بـ 2017 نسمة حسب إحصاء 2015.

## الوصلات الخارجية
- دائرة الاحصاءات العامة